# 페테르 펠레그리니
페테르 펠레그리니(슬로바키아어: Peter Pellgerini, 슬로바키아어 발음: [ˈpeter ˈpeleɡriːni], 1975년 10월 6일~)는 슬로바키아의 정치인이자 제6대 슬로바키아의 대통령(2024~), 제8대 슬로바키아의 총리(2018~2020)이다. 이탈리아계 슬로바키아인인 그는 마테이 벨 대학교, 코시체 공과대학교에서 경제학을 전공했다. 현재 방향-사회민주주의 소속으로, 2006년부터 슬로바키아 공화국 국민의회 의원을 역임했다. 2014년 7월 3일부터 11월 25일까지 슬로바키아 교육과학부 장관을 역임했고 2014년 11월 17일까지 슬로바키아 공화국 국민의회 의장을 역임했다.
2006년 7월 4일부터 2018년 3월 22일까지 슬로바키아의 총리를 역임했던 로베르트 피초 전 총리가 각종 논란에 휘말리다가 불신임으로 사임하자 후임 총리로 지명되었으며 2018년 3월 22일부터 2020년 3월 20일까지 슬로바키아 총리직을 수행하였다. 총리 재직 시절에는 오스트리아의 세바스티안 쿠르츠 전 총리, 프랑스의 에마뉘엘 마크롱 대통령과 더불어서 유럽에서는 젊은 지도자로 손꼽혔다.

## 역대 선거 결과
| 선거명      | 직책명              | 대수 | 정당                | 1차 득표율 | 1차 득표수 | 2차 득표율 | 2차 득표수  | 결과 | 당락 |
| ----------- | ------------------- | ---- | ------------------- | ---------- | ---------- | ---------- | ----------- | ---- | ---- |
| 2024년 선거 | 슬로바키아의 대통령 | 6대  | 목소리-사회민주주의 | 37.03%     | 834,718표  | 53.12%     | 1,409,255표 | 1위  |      |